# Загребельний Марко Нестерович
Марко Нестерович Загребельний (нар. 1883 — 1 грудня 1940, в'язнична лікарня міста Миколаєва) — радянський діяч, робітник, член ВУЦВК. Кандидат у члени Центральної контрольної комісії КП(б)У в травні 1924 — листопаді 1927 року. Член Центральної контрольної комісії КП(б)У в листопаді 1927 — червні 1930 року. Член Центральної контрольної комісії ВКП(б) у травні 1924 — червні 1930 року. 

## Біографія
Народився в селянській родині.
Брав участь у російській революції 1905—1907 років у Кронштадті. Заарештований, одинадцять місяців провів у в'язниці.
Працював слюсарем на заводах.
Член РСДРП(б) з травня 1917 року.
На 1924 рік — слюсар на заводі в Одесі.
З 1927 року — слюсар механічного цеху Чорноморського суднобудівного заводу Андре Марті в Миколаєві. Обирався членом президії Миколаївської окружної контрольної комісії, членом місцевого осередку Тсоавіахіму та Міжнародної організації допомоги борцям революції.
До жовтня 1937 року — слюсар підприємства «Радгосптранс» села Варварівки Варварівського району Миколаївської області.
Заарештований 9 жовтня 1937 року органами НКВС. Вироком Миколаївського обласного суду від 3 березня 1939 року засуджений до 5 років ув'язнення з обмеженням прав строком на 3 роки.
Помер 1 грудня 1940 року в лікарні в'язниці міста Миколаєва.
У 1996 році реабілітований посмертно.